# Banunin
Banunin (ukr. Банюнин) – wieś w obwodzie lwowskim, w rejonie lwowskim (do 2020 roku w rejonie kamioneckim) na Ukrainie.
Wieś, której część posiadali Herburtowie, położona w ziemi lwowskiej. W II Rzeczypospolitej gmina wiejska. Od 1 sierpnia 1934, w ramach reformy scaleniowej stała się częścią gminy Dziedziłów w powiecie kamioneckim.

## Położenie
Według Słownika geograficznego Królestwa Polskiego i innych krajów słowiańskich: to wieś w powiecie Kamionka Strumiłowa, położona 15 km na zachód od Buska.